# Jetro Willems
Jetro Willems (Willemstad (Curaçao), 30 maart 1994) is een Nederlands-Curaçaos betaald voetballer die doorgaans als linksback speelt. Hij verruilde CD Castellón in de zomer van 2025 voor N.E.C. Willems debuteerde in 2012 als international in het Nederlands voetbalelftal.

## Clubcarrière

### Jeugd
Willems werd op Curaçao geboren en verhuisde als klein kind met zijn ouders naar Nederland. Zijn neef is Brutil Hosé. Willems had groot ontzag voor zijn ouders. Op straat voetbalde hij onder andere met Bruno Martins Indi, die ook bij hem op school zat. Zijn voetbalidool was Clarence Seedorf. Het leven in Rotterdam-Zuid was confronterend voor Willems. Hij kwam er in contact met diefstal en moord. Willems interesseerde zich niet veel voor school. Zijn leven stond, mede gedreven door zijn vader, in het teken van voetbal, waar hij al snel opviel door zijn goede techniek, sterk schot en onbevreesdheid. Hij begon met voetballen bij Spartaan'20. 

### Sparta Rotterdam
Vanaf de F-pupillen speelde hij in de jeugdopleiding van Sparta Rotterdam. Hij volgde het VMBO, waarvan zijn ouders wilden dat hij deze afmaakte, voordat hij zich geheel op zijn voetbalcarrière richtte. Sparta ondersteunde Willems, door hem zijn huiswerk op de club te laten maken. Onder leiding van trainer-coach Jan Everse debuteerde Willems op zestienjarige leeftijd als basisspeler voor Sparta Rotterdam in de competitiewedstrijd tegen Go Ahead Eagles (1-1) op 16 januari 2011. Door zijn stormachtige ontwikkeling speelde hij zich in de belangstelling van onder andere Inter Milaan en PSV.

### PSV
Op 31 augustus 2011 tekende Willems een driejarig contract bij PSV, dat hem voor €800.000 en 300.000 aan bonussen overnam van Sparta Rotterdam. Na het afsluiten van dit contract kocht Willems een huis en een auto voor zijn ouders, als dank voor zijn opvoeding. In eerste instantie werd Willems gepresenteerd als de toekomstige opvolger van Erik Pieters en sloot hij zich aan bij Jong PSV. Op 23 oktober debuteerde Willems in de hoofdmacht van PSV in de competitiewedstrijd uit bij Vitesse. Hij viel in de 67'ste minuut in voor Abel Tamata. Op 29 oktober viel hij weer in voor Tamata nadat die tijdens de uitwedstrijd tegen FC Twente zijn kuitbeen brak. Door de blessures van Erik Pieters (gebroken middenvoetsbeentje) en Tamata (gebroken kuitbeen) werd Willems op zeventienjarige leeftijd basisspeler.

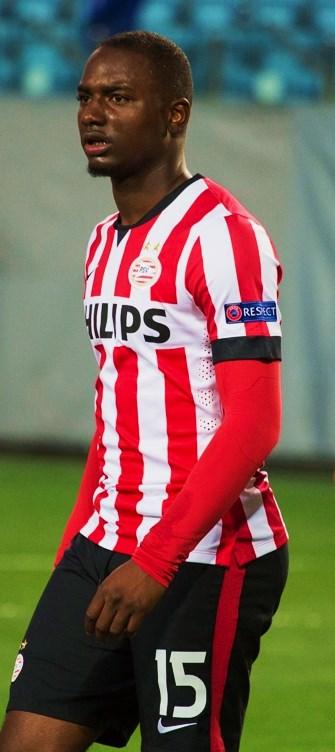
Willems in het shirt van PSV, 4 oktober 2014.

Op 3 november debuteerde Willems als basisspeler in de Europa League tegen Hapoel Tel Aviv. Hij was op dat moment 6.423 dagen oud, waarmee hij de jongste Nederlandse basisdebutant in een Europese wedstrijd van een Nederlandse club ooit werd. Hij loste daarmee Bryan Roy af. In de 65'ste minuut werd hij gewisseld voor Wilfred Bouma.
Op 29 november werd Willems definitief overgeheveld naar de eerste selectie van PSV. Volgens technisch directeur Marcel Brands een beloning voor zijn snelle ontwikkeling. Op 3 april 2012 werd zijn contract opengebroken en verlengd van 2014 naar 2016. Op 22 april maakte hij zijn eerste doelpunt voor PSV in de thuiswedstrijd tegen N.E.C. Hij was op dat moment 18 jaar en 23 dagen oud en werd daarmee de jongste doelpuntenmaker in de Eredivisie van het seizoen 2011/12. In de daaropvolgende seizoenen was Willems de vaste linksback bij PSV en ontwikkelde hij zich tot international. In april 2013 werd zijn contract verlengd tot medio 2017.
Vanaf het seizoen 2013/14 stond Phillip Cocu bij PSV aan het roer. De beginnende trainer moest zijn elftal drastisch vernieuwen, maar in deze nieuwe ploeg was Willems de onomstreden linksback. In april 2014 raakte Willems, in een wedstrijd tegen Feyenoord, zwaar geblesseerd aan zijn knie. De blessure zorgde ervoor dat hij, het slot van de competitie, het WK 2014 en de voorbereiding op het nieuwe seizoen moest missen. Eind augustus werd hij weer fit verklaard en sloot hij zich weer aan bij de selectie.
Willems kreeg tijdens de competitiewedstrijd NAC Breda - PSV op dinsdag 3 februari 2015 na 29 seconden een rode kaart van scheidsrechter Kevin Blom, na een tackle op Gill Swerts. Hiermee verbrak hij het Eredivisierecord van Bonaventure Kalou. Die kreeg op 31 januari 2001 tijdens de wedstrijd sc Heerenveen - Feyenoord na 1 minuut en 1 seconden een rode kaart van Roelof Luinge, wegens natrappen richting Anthony Lurling. Willems had Swerts alleen niet geraakt. Dat concludeerde Blom ook na het terugzien van de beelden. Hij gaf in een reactie na de wedstrijd aan de rode kaart onterecht te hebben toegekend, mede door de reactie op de tackle van Swerts. Een dag na de wedstrijd seponeerde de KNVB de kaart.
Willems was ook tijdens het seizoen 2014/15 een vaste basisspeler. Hij vierde op 18 april 2015 het behalen van zijn eerste landskampioenschap met PSV. Tijdens de met 4-1 gewonnen kampioenswedstrijd thuis tegen sc Heerenveen leverde Willems in de 41'ste minuut zijn twaalfde assist van het seizoen. Hieruit kopte Luuk de Jong de 3-1 binnen. Willems beëindigde het seizoen met dertien assists (in competitiewedstrijden) achter zijn naam.
Willems raakte in juli 2015 tijdens een trainingskamp in voorbereiding op het seizoen 2015/16 geblesseerd aan zijn knie. Dit zou hem in eerste instantie acht tot tien weken revalideren kosten. Het herstel verliep alleen niet zoals gewenst. Willems speelde uiteindelijk op 24 januari 2016 na zes maanden herstel zijn eerste competitiewedstrijd van het seizoen voor PSV, thuis tegen FC Twente (4-2 winst). Hij viel die dag in de 78ste minuut in voor Jorrit Hendrix. Willems debuteerde op woensdag 24 februari vervolgens in de Champions League. Hij begon die dag in de basisopstelling tijdens de eerste van twee wedstrijden in de achtste finales van het toernooi, thuis tegen Atlético Madrid. De wedstrijd eindigde in 0-0. Willems werd op 8 mei voor de tweede keer op rij landskampioen met PSV. De club begon aan de laatste speelronde van het seizoen met evenveel punten als Ajax, maar met een doelsaldo dat zes doelpunten minder was. PSV won die dag vervolgens met 1-3 uit bij PEC Zwolle, terwijl Ajax uit bij De Graafschap met 1-1 gelijkspeelde.
Die zomer kreeg Willems, gezien zijn nog een jaar doorlopende contract, van PSV de mogelijkheid om een overstap te maken naar een andere club. Er was concrete belangstelling van AS Monaco, maar Willems zag een overstap naar de Franse club niet zitten. PSV deed hem hierna een aanbod zijn aflopende contract te verlengen. Willems gaf in interviews echter aan niet te weten van een aanbod om zijn verbintenis te verlengen. In december verlengde hij zijn contract uiteindelijk tot de zomer van 2018. Hij gaf daarbij aan een derde keer op rij kampioen te willen worden met de ploeg. Dat lukte hem dat seizoen echter niet. In totaal speelde Willems 192 wedstrijden voor PSV, waarin hij goed was voor twaalf goals en 34 assists.

### Eintracht Frankfurt
Willems tekende in juli 2017 een contract tot 2021 bij Eintracht Frankfurt, de nummer elf en bekerfinalist van Duitsland in het voorgaande seizoen. Het betaalde circa zeven miljoen euro voor hem aan PSV. Willems maakte op 12 augustus zijn debuut voor de Duitse club, tijdens een met 0–3 gewonnen wedstrijd in het toernooi om de DFB-Pokal uit tegen TuS Erndtebrück. Zijn debuut in de Bundesliga volgde acht dagen later, uit bij SC Freiburg (0-0). Willems maakte als basisspeler deel uit van de ploeg van Eintracht Frankfurt die op zaterdag 19 mei 2018 de DFB-Pokal won door in de finale Bayern München met 3-1 te verslaan. Het was de eerste grote prijs voor de club in dertig jaar. Willems speelde in zowel zijn eerste als zijn tweede seizoen bij Eintracht Frankfurt 23 competitiewedstrijden. Waar dat in 2017/18 voornamelijk basisplaatsen waren, was hij in 2018/19 hoofdzakelijk invaller.

### Newcastle United
Eintracht Frankfurt verhuurde Willems in augustus 2019 voor een jaar aan Newcastle United. Dat bedong daarbij ook een optie tot koop. Op 11 augustus maakte hij tegen Arsenal zijn debuut in de Premier League en voor Newcastle. Willems veroverde direct een basisplaats bij de Engelse ploeg en stond die vervolgens niet meer af. Op 14 september scoorde hij tegen Liverpool zijn eerste doelpunt voor Newcastle, hoewel er met 3-1 verloren werd. Op 30 november scoorde Willems in een 2-2 gelijkspel tegen Manchester City.  
Er kwam op zaterdag 18 januari 2020 een einde aan zijn seizoen nadat hij verkeerd terecht kwam na een duel met Callum Hudson-Odoi van Chelsea. Hierbij scheurde hij de kruisband in zijn linkerknie af. In het seizoen 2020/21 kwam hij niet in actie voor Eintracht Frankfurt en medio 2021 liep zijn contract af. 

### Greuther Fürth
Hij vertrok hierop in augustus 2021 naar SpVgg Greuther Fürth. Daar maakte hij op 11 september na meer dan anderhalf jaar blessure zijn rentree in zijn  debuutwedstrijd voor Greuther Fürth tegen VfL Wolfsburg. Op 23 april 2022 scoorde hij tegen Bayer Leverkusen zijn eerste en enige doelpunt voor Greuther Fürth. In totaal speelde hij 26 wedstrijden voor Greuther Fürth, waarmee hij dat seizoen kansloos degradeerde uit de Bundesliga. In september 2022 liet hij zijn contract ontbinden. 

### FC Groningen
In januari 2023 doorliep hij een proefperiode bij FC Groningen, waarna Willems op 23 februari 2023 een contract tot het einde van het seizoen 2022/23 tekende.  Twee dagen later maakte hij tegen Excelsior Rotterdam zijn debuut voor Groningen in een 3-0 overwinning. Het was de enige overwinning die Groningen boekte in zijn periode daar, wat zorgde voor veel tumult bij de supporters. Dat kwam tot uiting op 19 maart in de Derby van het Noorden tegen Sc Heerenveen, dat met 0-2 won in de Euroborg. Na een opstootje in het publiek probeerde Willems het Groningen-publiek te sussen, waarna hij van een van de supporters een klap op zijn kop kreeg. Na afloop zei hij daar tegen ESPN over: "Ik kom uit Rotterdam-Zuid, ik kan wel tegen een stootje." Snel daarna raakte hij geblesseerd en degradeerde hij aan het einde van het seizoen met Groningen uit de Eredivisie. Zijn contract liep vervolgens af: hij speelde zeven wedstrijden voor Groningen. 

### Heracles Almelo
Hij vervolgde zijn loopbaan bij Heracles Almelo in de Eredivisie, dat hem een contract voor één seizoen aanbood, met een optie voor nog een seizoen. . Willems maakte op 12 augustus 2023 zijn debuut voor Heracles tegen Ajax. Hij speelde in totaal 21 wedstrijden voor Heracles, maar zijn contract werd aan het einde van het seizoen niet verlengd.

### CD Castellón
Trainer Dick Schreuder haalde Willems in de zomer van 2024 naar CD Castellón, waar hij een contract tekende voor één seizoen. Daar ging hij samenspelen met Daijiro Chirino, Jozhua Vertrouwd, Thomas van den Belt en Mats Seuntjens. Hij maakte op 9 september tegen Cádiz zijn debuut voor Castellón. Diezelfde maand scoorde hij tegen CD Tenerife zijn eerste doelpunt voor de club. Onder Schreuder was hij een van de drie centrale verdedigers in een 3-4-3 opstelling. Hij speelde twintig wedstrijden voor Castellón. 

### N.E.C.
In de zomer van 2025 tekende Willems een contract voor één seizoen bij N.E.C., met een optie voor nog een seizoen. Daar ging hij opnieuw samenwerken met Dick Schreuder, de nieuwe trainer van N.E.C.

## Clubstatistieken
| Seizoen         | Club                | Competitie      | Competitie | Competitie | Beker | Beker | Overig | Overig | Totaal | Totaal |
| Seizoen         | Club                | Competitie      | Wed.       | Dlp.       | Wed.  | Dlp.  | Wed.   | Dlp.   | Wed.   | Dlp.   |
| --------------- | ------------------- | --------------- | ---------- | ---------- | ----- | ----- | ------ | ------ | ------ | ------ |
| 2010/11         | Sparta Rotterdam    | Eerste divisie  | 13         | 0          | 0     | 0     | —      | —      | 13     | 0      |
| 2011/12         | Sparta Rotterdam    | Eerste divisie  | 3          | 0          | 0     | 0     | —      | —      | 3      | 0      |
| 2011/12         | PSV                 | Eredivisie      | 20         | 1          | 3     | 0     | 6      | 0      | 29     | 1      |
| 2012/13         | PSV                 | Eredivisie      | 26         | 0          | 3     | 0     | 4      | 0      | 33     | 0      |
| 2013/14         | PSV                 | Eredivisie      | 28         | 4          | 1     | 0     | 9      | 0      | 38     | 4      |
| 2014/15         | PSV                 | Eredivisie      | 30         | 2          | 3     | 1     | 8      | 0      | 41     | 3      |
| 2015/16         | PSV                 | Eredivisie      | 15         | 2          | 1     | 0     | 2      | 0      | 18     | 2      |
| 2016/17         | PSV                 | Eredivisie      | 25         | 2          | 1     | 0     | 5      | 0      | 31     | 2      |
| 2017/18         | Eintracht Frankfurt | Bundesliga      | 23         | 0          | 6     | 0     | —      | —      | 29     | 0      |
| 2018/19         | Eintracht Frankfurt | Bundesliga      | 23         | 0          | 1     | 0     | 11     | 0      | 35     | 0      |
| 2019/20         | → Newcastle United  | Premier League  | 19         | 2          | 1     | 0     | —      | —      | 20     | 2      |
| 2020/21         | Eintracht Frankfurt | Bundesliga      | 0          | 0          | 0     | 0     | —      | —      | 0      | 0      |
| 2021/22         | Greuther Fürth      | Bundesliga      | 24         | 1          | 0     | 0     | —      | —      | 24     | 1      |
| 2022/23         | Greuther Fürth      | 2. Bundesliga   | 1          | 0          | 1     | 0     | —      | —      | 2      | 0      |
| 2022/23         | FC Groningen        | Eredivisie      | 7          | 0          | 0     | 0     | —      | —      | 7      | 0      |
| 2023/24         | Heracles Almelo     | Eredivisie      | 17         | 0          | 1     | 0     | —      | —      | 18     | 1      |
| 2024/25         | CD Castellón        | LaLiga 2        | 20         | 1          | 0     | 0     | —      | —      | 20     | 1      |
| 2025/26         | N.E.C.              | Eredivisie      | 0          | 0          | 0     | 0     | 0      | 0      | 0      | 0      |
| Carrière totaal | Carrière totaal     | Carrière totaal | 293        | 15         | 22    | 1     | 45     | 0      | 360    | 16     |

Bijgewerkt op 12 juli 2025.

## Interlandcarrière
Willems kwam uit voor Nederland in de jeugdselecties onder 15, 16 en 17. Met het elftal onder 17 werd hij in 2011 Europees kampioen. In de finale werd Duitsland met 5-2 verslagen.
Op 7 mei 2012 maakte bondscoach Bert van Marwijk bekend dat Willems was opgenomen in de voorselectie van 36 spelers voor het Nederlands voetbalelftal. Later vielen een aantal spelers af, waardoor Willems tot de 27 spelers behoorde die kans maakten om voor Nederland uit te komen op het EK in 2012. Op 26 mei 2012 werd bekend dat Willems definitief was geselecteerd om mee te gaan met Oranje naar het EK. Willems maakte op 26 mei zijn officiële debuut voor Oranje, in een oefeninterland tegen Bulgarije in de Amsterdam ArenA (eindstand 1-2). Hij werd daarmee de jongste debutant voor het nationale elftal sinds Gerald Vanenburg.
In de aanloop naar het EK, was er enige ophef over Willems' jolige houding op een foto van het bezoek van de selectie aan concentratiekamp Auschwitz, dat hij in een interview als een "legende" omschreef. Op 9 juni 2012 stond Willems in de basis tijdens de eerste wedstrijd van Oranje op het EK tegen Denemarken (eindstand 0-1). Hij loste daarmee de Belg Enzo Scifo af als jongste EK-debutant ooit. Tijdens deze wedstrijd was Willems 18 jaar en 70 dagen oud. Ook de volgende wedstrijden tegen Duitsland op 13 juni 2012 (eindstand 1-2) en Portugal op 17 juni (eindstand 2-1) stond Willems in de basis.
Ook onder bondscoach Louis van Gaal begon Willems als basisspeler. In 2013 verloor hij zijn basisplaats echter aan Daley Blind. Hij keerde hierop terug naar de selectie van Jong Oranje. Door een blessure viel hij vroegtijdig af voor de selectie van het Nederlands elftal voor het WK 2014.
In november 2014 werd hij weer opgeroepen, nu door Guus Hiddink, voor een oefeninterland tegen het Mexicaans voetbalelftal  en een EK-kwalificatiewedstrijd tegen Letland. In de kwalificatiewedstrijden voor het EK 2016, waarvoor Nederland zich niet wist te plaatsen, kwam Willems drie keer in actie. Een kenmerkend onderdeel van Willems' spel in zijn tijd bij PSV werd gevormd door het aantal voorzetten van zijn voet die Luuk de Jong vervolgens inkopte. Ook Willems eerste officiële assist in het Nederlands elftal kwam op deze manier tot stand, op 27 mei 2016 tijdens een oefeninterland in en tegen Ierland (1-1).
In oktober 2016, tegen Frankrijk, kreeg Willems één keer speeltijd in de kwalificatiereeks voor het WK 2018.
| Interlands van Jetro Willems voor Nederland | Interlands van Jetro Willems voor Nederland | Interlands van Jetro Willems voor Nederland | Interlands van Jetro Willems voor Nederland | Interlands van Jetro Willems voor Nederland | Interlands van Jetro Willems voor Nederland |
| №                                           | Datum                                       | Wedstrijd                                   | Uitslag                                     | Competitie                                  | Goals                                       |
| Als speler van PSV                          | Als speler van PSV                          | Als speler van PSV                          | Als speler van PSV                          | Als speler van PSV                          | Als speler van PSV                          |
| ------------------------------------------- | ------------------------------------------- | ------------------------------------------- | ------------------------------------------- | ------------------------------------------- | ------------------------------------------- |
| 1                                           | 26 mei 2012                                 | Nederland – Bulgarije                       | 1 – 2                                       | Vriendschappelijk                           | 0                                           |
| 2                                           | 2 juni 2012                                 | Nederland – Noord-Ierland                   | 6 – 0                                       | Vriendschappelijk                           | 0                                           |
| 3                                           | 9 juni 2012                                 | Denemarken – Nederland                      | 1 – 0                                       | EK 2012                                     | 0                                           |
| 4                                           | 13 juni 2012                                | Duitsland – Nederland                       | 2 – 1                                       | EK 2012                                     | 0                                           |
| 5                                           | 17 juni 2012                                | Nederland – Portugal                        | 1 – 2                                       | EK 2012                                     | 0                                           |
| 6                                           | 15 augustus 2012                            | België – Nederland                          | 4 – 2                                       | Vriendschappelijk                           | 0                                           |
| 7                                           | 7 september 2012                            | Nederland – Turkije                         | 2 – 0                                       | WK-kwalificatie                             | 0                                           |
| 8                                           | 11 september 2012                           | Hongarije – Nederland                       | 1 – 4                                       | WK-kwalificatie                             | 0                                           |
| 9                                           | 6 september 2013                            | Estland – Nederland                         | 2 – 2                                       | WK-kwalificatie                             | 0                                           |
| 10                                          | 10 september 2013                           | Andorra – Nederland                         | 0 – 2                                       | WK-kwalificatie                             | 0                                           |
| 11                                          | 16 november 2013                            | Japan – Nederland                           | 2 – 2                                       | Vriendschappelijk                           | 0                                           |
| 12                                          | 12 november 2014                            | Nederland – Mexico                          | 2 – 3                                       | Vriendschappelijk                           | 0                                           |
| 13                                          | 16 november 2014                            | Nederland – Letland                         | 6 – 0                                       | EK-kwalificatie                             | 0                                           |
| 14                                          | 28 maart 2015                               | Nederland – Turkije                         | 1 – 1                                       | EK-kwalificatie                             | 0                                           |
| 15                                          | 31 maart 2015                               | Nederland – Spanje                          | 2 – 0                                       | Vriendschappelijk                           | 0                                           |
| 16                                          | 12 juni 2015                                | Letland – Nederland                         | 0 – 2                                       | EK-kwalificatie                             | 0                                           |
| 17                                          | 25 maart 2016                               | Nederland – Frankrijk                       | 2 – 3                                       | Vriendschappelijk                           | 0                                           |
| 18                                          | 29 maart 2016                               | Engeland – Nederland                        | 1 – 2                                       | Vriendschappelijk                           | 0                                           |
| 19                                          | 27 mei 2016                                 | Ierland – Nederland                         | 1 – 1                                       | Vriendschappelijk                           | 0                                           |
| 20                                          | 1 juni 2016                                 | Polen – Nederland                           | 1 – 2                                       | Vriendschappelijk                           | 0                                           |
| 21                                          | 1 september 2016                            | Nederland – Griekenland                     | 1 – 2                                       | Vriendschappelijk                           | 0                                           |
| 22                                          | 10 oktober 2016                             | Nederland – Frankrijk                       | 0 – 1                                       | WK-kwalificatie                             | 0                                           |

## Speelstijl

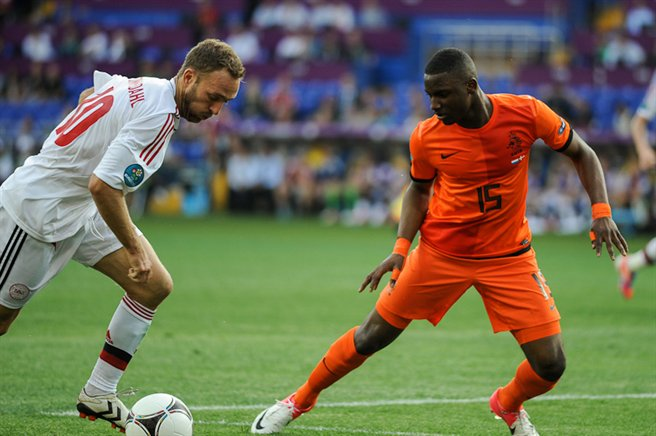
Willems in duel met Dennis Rommedahl tijdens de EK-wedstrijd tegen Denemarken.

Willems wordt geroemd om zijn traptechniek, passeerbewegingen, inworpen en voorzetten, maar staat ook bekend om zijn positionele grilligheid. Hoewel hij al sinds jonge leeftijd geroemd werd om zijn voetballende talent werd hem vaak verweten zich te verslikken in zijn aanvallend ingestelde spel, waardoor hij zijn verdedigende taken verwaarloosde. Ook zijn nonchalante houding werd meermaals bekritiseerd. In het Eredivisie-seizoen 2014/2015 kwam hierin echter een ommekeer en maakte Willems, in het bijzonder op defensief vlak, een sterke indruk. Daarnaast profileerde hij zich als aangever; in februari 2015 gaf hij zijn tiende assist van het seizoen. De laatste verdediger die tot dit aantal kwam in de Eredivisie was tien jaar eerder de Koreaanse PSV'er Young-pyo Lee.

## Erelijst
| Competitie                      |        |                  |     |     |
| Competitie                      | Aantal | Jaren            |     |     |
| PSV                             | PSV    | PSV              | PSV | PSV |
| ------------------------------- | ------ | ---------------- | --- | --- |
| Kampioen Eredivisie             | 2x     | 2014/15, 2015/16 |     |     |
| KNVB beker                      | 1x     | 2011/12          |     |     |
| Johan Cruijff Schaal            | 2x     | 2012, 2016       |     |     |
| Eintracht Frankfurt             |        |                  |     |     |
| DFB-Pokal                       | 1x     | 2017/18          |     |     |
| Nederland -17                   |        |                  |     |     |
| Europees kampioenschap onder 17 | 1x     | 2011             |     |     |

## Levensgebeurtenissen
Willems werd op Curaçao geboren. Toen hij vijf was, verhuisde zijn familie definitief naar Nederland en om geld voor een nieuw leven te hebben smokkelde het gezin bij de overtocht cocaïne. Die werd rond de benen van het kind geplakt.
Willems reist elke zomer naar Curaçao en zet zich daar in voor goede doelen. In 2020 verbleef hij op uitnodiging vijf dagen in de beruchte Bon Futuro-gevangenis (officieel SDKK) en maakte daar de documentaire Di velt pa SDKK over.
Willems werd in oktober 2016 voor de eerste keer vader, van een dochter.